# 경화여자고등학교 (경기)
경화여자고등학교(京花女子高等學校)는 대한민국 경기도 광주시 송정동에 위치한 사립 고등학교이다.

## 학교 연혁
- 1975년 5월 30일 : 학교법인 동성학원 설립(설립자 김득연, 최진순)
- 1975년 6월 1일 : 김득연 이사장 취임
- 1977년 1월 28일 : 초대 현호경 교장 취임
- 1978년 11월 8일 : 경화여자상업고등학교 설립인가(12학급)
- 1979년 3월 6일 : 경화여자상업고등학교 입학식(240명)
- 1998년 3월 2일 : 경화여자정보산업고등학교로 교명 변경
- 2000년 8월 18일 : 경화여자고등학교로 교명 변경 승인(보통과 6학급, 정보처리과 4학급)
- 2004년 3월 2일 : 경기도교육청 지정 국제교육선도 자율학교
- 2007년 9월 28일 : 경화여자고등학교(일반계 30학급)와 경화여자 잉글리시비즈니스고등학교로 분리 승인
- 2009년 3월 23일 : 경화여자고등학교(일반계) 36학급 인가
- 2009년 9월 1일 : 경기도 교육청 영어 중점형 교과교실제 및 자율학교 지정
- 2013년 3월 1일 : 교육부 지정 영어교육모델 창의경영학교 컨설팅교
- 2017년 5월 1일 : 제5대 김철주 이사장 취임
- 2020년 3월 1일 : 경기도교육청 SW교육 선도학교 운영
- 2021년 3월 1일 : 경기도교육청 고교학점제 선도학교 지정
- 2023년 3월 1일 : 경기도교육청 인공지능(AI) 교육 선도학교 지정
- 2023년 9월 1일 : 제6대 김현주 교장 취임
- 2024년 1월 4일 : 경화여자고등학교 제43회 졸업 268명 (연인원 17,118명)
- 2024년 3월 4일 : 신입생 11학급 332명 입학

## 참고 자료
- 경화여자고등학교 - 한국교육학술정보원 학교알리미